# Aldearrubia
Aldearrubia es un municipio y localidad española de la provincia de Salamanca, en la comunidad autónoma de Castilla y León. Se integra dentro de la comarca de Las Villas. Pertenece al partido judicial de Salamanca y a la Mancomunidad Zona de Cantalapiedra y Las Villas.
Su término municipal está formado por un solo núcleo de población, ocupa una superficie total de 32,84 km² y según los datos demográficos recogidos en el padrón municipal elaborado por el INE en el año 2017, cuenta con una población de 481 habitantes (261 hombres  y 226 mujeres).

## Historia
Su fundación se remonta a la repoblación efectuada por los reyes de León en la Edad Media, quedando integrado en el cuarto de Villoria de la jurisdicción de Salamanca, dentro del Reino de León, denominándose entonces Aldea Ruvia. Con la creación de las actuales provincias en 1833, Aldearrubia quedó encuadrado en la provincia de Salamanca, dentro de la Región Leonesa.

## Geografía humana

### Demografía
Cuenta con una población de 519 habitantes (INE 2024).
| Gráfica de evolución demográfica de Aldearrubia entre 1842 y 2021                                                     |
| |
| Población de derecho según los censos de población del INE. Población de hecho según los censos de población del INE. |

## Administración y política
| Partido político                         | 2019  | 2019  | 2019       | 2015  | 2015  | 2015       | 2011  | 2011  | 2011       | 2007  | 2007  | 2007       | 2003  | 2003  | 2003       |
| Partido político                         | %     | Votos | Concejales | %     | Votos | Concejales | %     | Votos | Concejales | %     | Votos | Concejales | %     | Votos | Concejales |
| Partido Popular (PP)                     | 53,11 | 188   | 4          | 50,00 | 168   | 4          | 60,27 | 226   | 4          | 55,41 | 210   | 4          | 50,00 | 198   | 4          |
| Partido Socialista Obrero Español (PSOE) | 45,76 | 162   | 3          | 47,02 | 158   | 3          | 38,93 | 146   | 3          | 43,27 | 164   | 3          | 47,98 | 190   | 3          |

## Monumentos y lugares de interés

### Iglesia de San Miguel Arcángel
Data del siglo IX-XVII. Fue declarada Bien de Interés Cultural el 29 de julio de 1993. Con restos de su primitiva construcción del siglo IX, casi la totalidad de la construcción data del siglo XVII. Destaca en su interior el Cristo de la Esperanza.

## Cultura

### Fiestas
- Nuestra Señora de la Asunción (15 de agosto)
- San Miguel (29 de septiembre)
- La Ascensión (15 de mayo)